# Steglitzer Kreisel
Lo Steglitzer Kreisel è un grattacielo per uffici della città tedesca di Berlino, sito nel quartiere di Steglitz.

## Storia
Il grattacielo fu eretto dal 1969 al 1975 su progetto di Sigrid Kressmann-Zschach.
La costruzione costò più del previsto e fu caratterizzata da diverse interruzioni.

## Caratteristiche
Si tratta di un grattacielo di 30 piani, adibito a uffici, affiancato da un corpo basso di 7 piani in cui sono ospitati un albergo e un parcheggio multipiano.